# Champ Borne

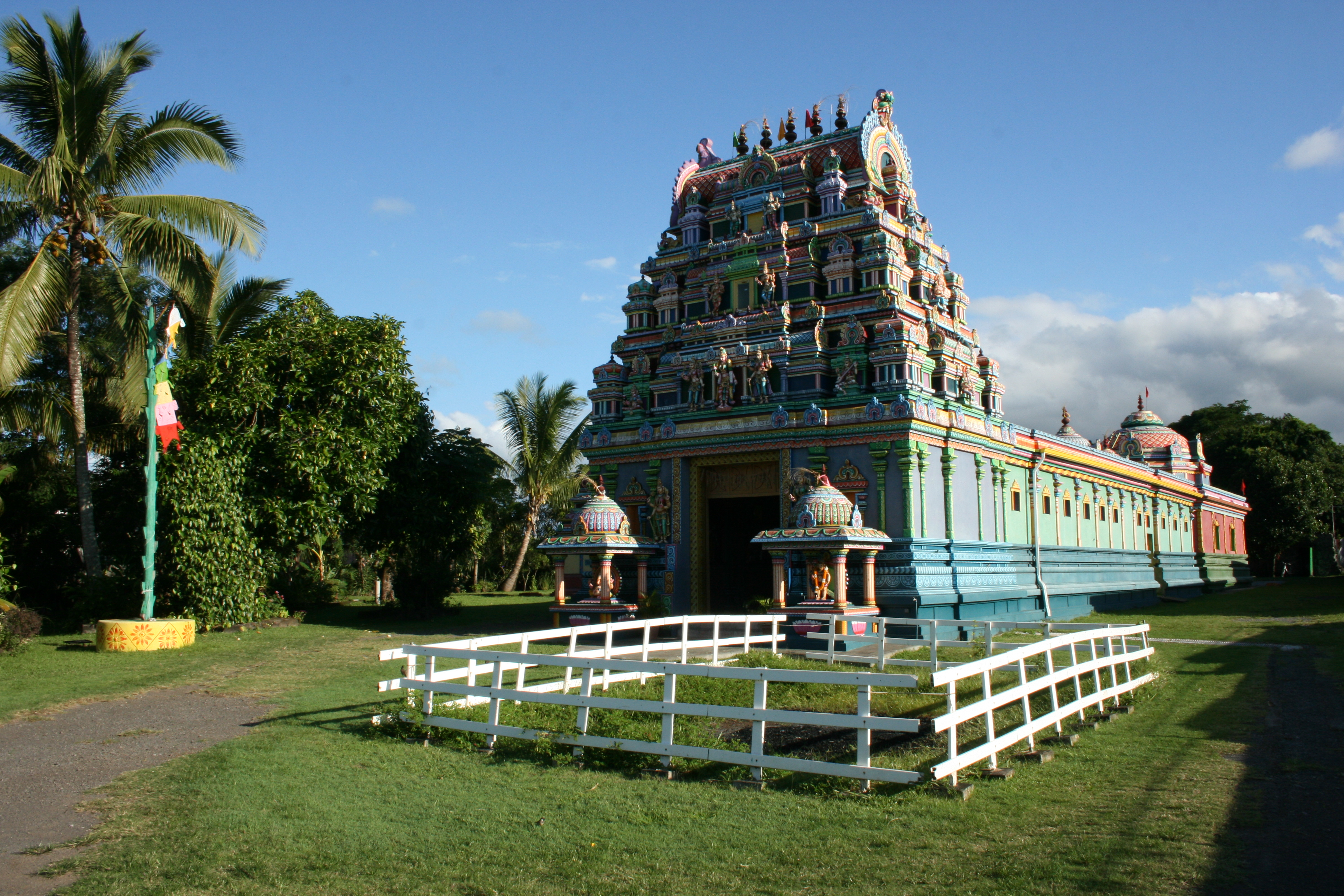
temple du colosse

Champ Borne

Le Champ-Borne est un lieu-dit de l'île de La Réunion, département d'outre-mer français dans le sud-ouest de l'océan Indien. Il relève de la commune de Saint-André, sur la côte nord-est.
Champ-Borne est cœur du « Beau Pays », dans l’est de l’île de la Réunion.

## Histoire

### 1801
Le Champ-Borne est formé par les alluvions de la Rivière du Mât ; la terre étant naturellement jonchée de pierres, on en avait borné les champs, ce serait l’origine du nom.
Cette grande plaine fut de tout temps cultivée en blé, riz, et tabac.« Entre la Rivière du Mât et la direction secondaire de la Rivière Saint-Jean, se trouve un espace considérable de terre qu'on nomme  « Champ Borne ». Ce lieu en le considérant depuis la pointe Sainte-Suzanne au nord a la figure d’un angle droit, avec l'arc de cercle qui lui sert de mesure, arc que forme la côte arrondie de la mer. Tout ce Champ Borne est presque plat, et sa pente vers l’océan est insensible ; il est richement cultivé, aucune ravine ne le sillonne. » Bory de Saint-Vincent

### 1853
Le 11 janvier 1853 que l’évêque de Saint- Denis, Mgr DESPREZ, créa par décret le territoire de l’église paroissiale de Saint-Nicolas de Champ Borne.
Extrait du décret : « ART 1 ER : » « La chapelle de Saint Nicolas, située au Champ-Borne, est, nonobstant, tout privilège, et toute coutume même de temps un mémorial, soustraite à toute juridiction spirituel de l’église primitive de Saint-André. » « Art 2ème: » « Est érigé en succursale et pour toujours, ladite chapelle du Champ Borne, sous l ‘invocation de Saint Nicolas, et nous voulons qu’elle jouisse de tous les droits canoniques et prérogatives des églises paroissiales ou succursales. »

### 1860
« On récolte toujours au Champ-Borne du tabac dans une grande proportion et les créoles fument avec les feuilles provenant de ce district roulées en odorantes et humides carottes. La culture des arbres à fruits, surtout des oranges, les citrons galets, les vangassayes ou mandarines de Bourbon, est également d'un très bon rapport dans cette localité » Louis Simonin. Dans les années 1860, on développa la culture de la canne à sucre qui entraîna la création de trois usines à sucre : Bois Rouge, Ravine Creuse et Colosse créée au début du XIXe siècle par Nicole Robinet de la Serve. « Colosse » appartint en dernier lieu à M. Bœuf qui la transforma en féculerie, la première de l’île.
Toute la région était à l’époque composée de riches propriétés. Elles sont toutes en ruines.
Les habitants, pour la plupart des engagés, sont devenus petits propriétaires ou ouvriers agricoles.
On trouve à Colosse un Temple indien.
Le chemin côtier borné de Vacoas mène au lieu-dit « Champ Borne ». Là se trouvaient beaucoup de petites cases en « Vacoas et torchis » et « une marine ».
L‘endroit possède une vieille église en ruines et un cimetière marin.

### 1962
En 1962, le cyclone «Jenny » emporta tout sur son passage, terrifiant tous les habitants. Ceux-ci furent relogés un peu plus hauts où on reconstruisit une mairie et une église.
Ainsi, existe-t-il des chemins comme le chemin du Centre, celui de Bois Rouge, du Bras–des-Chevrettes, la grande route du Champ Borne.
La construction de chemins directs est privilégiée pour relier le Champ-Borne au centre urbain.